# 克雷伊江卡 (庫皮揚斯克區)
50°18′50″N 37°33′0″E / 50.31389°N 37.55000°E
克雷伊江卡（烏克蘭語：Крейдянка）是位於烏克蘭東部的村莊，由哈爾科夫州庫皮揚斯克區的維利胡瓦特卡市鎮負責管轄。該村始建於1746年，面積0.27平方公里，海拔高度186米，2001年人口7，人口密度每平方公里25.9人。